# Astyanax symmetricus
Astyanax symmetricus är en fiskart som beskrevs av Eigenmann, 1908. Astyanax symmetricus ingår i släktet Astyanax och familjen Characidae. Inga underarter finns listade.